# Глен Рајс
Глен Ентони Рајс Старији (енгл. Glen Anthony Rice, Sr.; Флинт, Мичиген, 28. мај 1967) бивши је амерички кошаркаш. Играо је на позицији крила.

## Успеси

### Клупски
- Лос Анђелес лејкерси:
  - НБА (1): 1999/00.

### Појединачни
- НБА Ол-стар меч (3): 1996, 1997, 1998.
- Најкориснији играч НБА Ол-стар меча (1): 1997.
- Идеални тим НБА — друга постава (1): 1996/97.
- Идеални тим НБА — трећа постава (1): 1997/98.
- Победник НБА такмичења у брзом шутирању тројки (1): 1995.
- Идеални тим новајлија НБА — друга постава: 1989/90.